# Санта, Хосе
Хосе Фернандо Санта Робледо (исп. José Fernando Santa Robledo; род. 12 сентября 1970, Медельин) — колумбийский футболист и футбольный тренер.

## Биография
Хосе Санта провёл всю свою футбольную карьеру игрока в команде «Атлетико Насьональ» из Медельина, за которую выступал с 1988 по 1998 год. С «Атлетико Насьональ» Санта дважды становился чемпионом Колумбии в 1991 и 1994 годах. По завершении карьеры игрока Санта стал футбольным тренером, поработав в том числе наставником «Атлетико Насьоналя» с начала мая по конец 2010 года.
Хосе Санта попал в состав сборной Колумбии на Чемпионат мира 1998 года. Из 3-х матчей Колумбии на турнире Санта появлялся на поле в двух из них: первых двух играх группового турнира против сборных Румынии и Туниса. В обеих встречах Санта выходил в стартовом составе сборной, проводя на поле все 90 минут. В матче с румынами Санта на 47-й минуте получил жёлтую карточку, а в игре с тунисцами также удостоился этого наказания, но уже на 18-й минуте.

## Достижения
- Чемпион Колумбии (2): 1991, 1994
- Вице-чемпион Колумбии (3): 1988, 1990, 1992
- Обладатель Кубка Либертадорес (1): 1989
- Финалист Кубка Либертадорес (1): 1995
- Обладатель Кубка Мерконорте (1): 1998